# Candye Kane
Pour les articles homonymes, voir Kane.

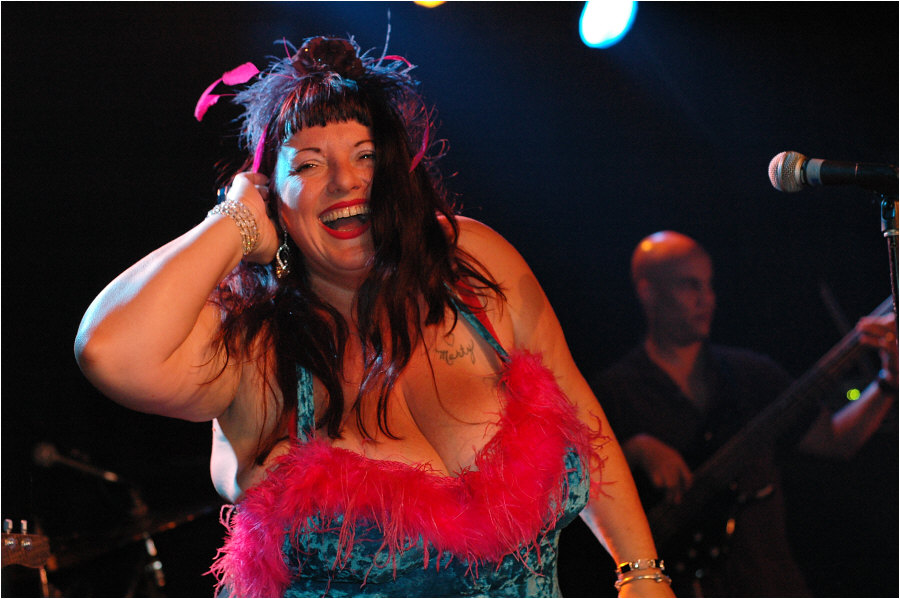
Candye Kane en 2005.

Candye Hogan, dite Candye Kane, est une chanteuse de blues américaine, née le 13 novembre 1961 à Ventura (Californie) et morte le 6 mai 2016 à Los Angeles.

## Biographie
À l'origine, Candye Kane travaille comme actrice pornographique. Elle commence sa carrière de « hardeuse » professionnelle au début des années 1980, notamment avec le film Big Busty 3 (1983), jouant aux côtés de Kitten Natividad. Elle cesse cette activité vers 1985, pour se concentrer sur sa carrière dans la chanson.
De forte corpulence avec une grosse poitrine naturelle, elle n'hésite pas quelquefois à jouer du piano avec ses seins en concert. Militante de l'association Size acceptance, elle est fière d'être une « BBW », expression américaine signifiant une belle femme de forte corpulence (“Big Beautiful Woman”). Elle figure parmi les modèles du livre The Big Book of Breasts de Dian Hanson.
- Mensurations américaines : 54DD-38-48.
- Mensurations européennes : 140DD-96-122

Guérie d'un premier cancer du pancréas, Candye Kane est opérée le 2 mai 2012 pour une récidive, ne se repose que durant un mois et reprend ses tournées.

## Discographie
- 1994 : « Home Cookin' » ;
- 1995 : « Knockout » ;
- 1997 : « Diva La Grande » ;
- 1998 : « Swango » ;
- 2000 : « The Toughest Girl Alive » ;
- 2003 : « Whole Lotta Love » ;
- 2005 : « White Trash Girl » ;
- 2007 : « Guitar'd And Feathered » ;
- 2008 : « Blues caravan Guitars and feathers », avec Deborah Coleman et Dani Wilde (Live in Bonn, Allemagne, 2008)
- 2009 : « The daughters of the Alamo», compilation, en compagnie de six chanteuses texanes
- 2009 : « Superhero »
- 2011 : « Burlesque swing » (enregistré au début des années 1990).
- 2011 : « One night in Belgium » disque en public, avec Sue Palmer (piano)
- 2011 : « Sister Vagabond »
- 2013 : « Coming out swingin' »

## En tournée européenne
- 1997 : en concert avec la pianiste Sue Palmer, le guitariste albinos Derek O'Brien et en invité saxophoniste, David Johnson (accompagnateur de Luther Allison[3]
- 2008 : affiche du 29e Jazz & Blues Festival de Gouvy, en compagnie de Deborah Coleman et Dani Wilde, formant ainsi le Blues Caravan (Girls with guitar) version 2008[4]
- 2011 : Spirit of 66 à Verviers
- 2012 : en concert en France le 1er septembre aux Rendez-vous de l'Erdre à Nantes
- 2013 : en concert en France le 9 février à Oraison (Alpes-de-Haute-Provence) à l'Eden District Blues
- 2013 : en concert en France le 24 mai à La Passerelle de Fleury-les-Aubrais
- 2013 : en concert en France le 25 mai à Tremblay-en-France à L'Odéon Scène Jean-Roger Caussimon
- 2013 : en concert en France le 6 juillet 2013 à La Nuit du Blues de Cabannes (Bouches-du-Rhône)
- 2015 : en concert en France le 12 juillet à Bordeaux dans le cadre du Festival Relâche 2015 au square Dom Bedos - jardin du conservatoire d'Aquitaine